# 共用部分
共用部分 （きょうようぶぶん）とは、一棟の建物に構造上区分された数個の部分で独立して住居、店舗、事務所又は倉庫その他建物としての用途に供することができるものがある場合（区分所有建物等）において、その各部分に属さないもので、付属施設を含むものをいう。英語には、common area と訳される。
本項目では、権利の態様、使用の制約、管理・改修に関することを中心に扱う。ただし、躯体関係は、基本的に関係する用途の建物もしくは関係する構造（マンションの場合は鉄筋コンクリート等）等に関する項目を参照されたい。

## 区分所有建物
- 区分所有建物のイメージ例（専有部分と共用部分）

| 301号室 （専有部分） | 302号室 （専有部分）       | エレベー タ 階段 廊下 （法定 共用部 分） |
| 201号室 （専有部分） | 202号室 （専有部分）       | エレベー タ 階段 廊下 （法定 共用部 分） |
| 1階店舗 （専有部分） | 管理人室 （規約共 用部分） | エレベー タ 階段 廊下 （法定 共用部 分） |

- 201、202、301、302の各号室:住戸（各戸前のバルコニーの専用使用権付）

高層マンションでも、上記イメージの延長となる。こうしたマンションの全景は、バルコニーの部分が凹んだような外観となることが多い。大川端リバーシティ21 センチュリーパークタワー 
| 廊下（法定共用部分） |                                                  |                           |
|                      | 202号室 （専有部分）                             | 階段等 （法定 共用部 分） |
|                      | バルコニー（法定共用部分、 202号室の専用使用権） | 階段等 （法定 共用部 分） |

- 「規約共用部分」とは管理規約により共用部分とされる部分で、「法定共用部分」とは法令上当然に共用部分となる部分をいう（区分所有法第4条）。

参考:『平成21年度版　宅建ポイントマスターI　民法等』TAC
区分所有建物における共用部分と専有部分との境界については、専有部分#専有部分の範囲を参照されたい。

### 法的権利の態様
マンション等、区分所有建物としての法令（日本の場合、建物の区分所有等に関する法律（以下「区分所有法」 ））の適用を受ける建物においては、その各区分所有者全員の共有持分として専有部分（原則として敷地利用権とも）と一体で扱われる。区分所有法上、共有持分の割合は、管理規約に別段の定めがない限り、専有部分の床面積の割合によるものとされているが、同法においては規約に別段の定めをすることが認められており（区分所有法第14条）、マンション標準管理規約では、単棟型の場合は別表3で別段の定めを設けるものとされている。これは計算の煩雑さを避けるという観点もある。

### 法定共用部分と規約共用部分
これらは区分所有建物の共用部分に関する分類で、上記イメージ図も参照されたいが、規約共用部分には、専有部分となりうる独立性を有しているものがある。規約共用部分は、登記をしなければ、共用部分であることを第三者に対抗できない。区分所有建物のマンションの場合、国土交通省作成のマンション標準管理規約（以下「標準管理規約」という）の「（複合用途型）」は次のものを掲載している。
- 法定共用部分

1. 全体共用部分
共用玄関ホール、共用廊下、共用階段、共用エレベーターホール、共用エレベーター室、電気室、機械室、パイプスペース、メーターボックス（給湯器ボイラー等の設備を除く。）、内外壁、界壁、床スラブ、基礎部分、バルコニー、ベランダ、屋上テラス、車庫等専有部分に属さない「建物の部分」
共用エレベーター設備、電気設備、給排水衛生設備、ガス配管設備、火災警報設備、インターネット通信設備、ケーブルテレビ設備、オートロック設備、宅配ボックス、避雷設備、塔屋、集合郵便受箱、配線配管（給水管については、本管から各住戸メーターを含む部分、雑排水管及び汚水管については、配管継手及び立て管）等専有部分に属さない「建物の附属物」
2. 住宅一部共用部分
住宅用玄関ホール、住宅用階段、住宅用廊下、住宅用エレベーターホール、住宅用エレベーター室、住宅用エレベーター設備
3. 店舗一部共用部分
店舗用階段、店舗用廊下

- 規約共用部分

管理事務室、管理用倉庫、集会室及びそれらの附属物

### 専用使用権
専用使用権とは、区分所有建物における特定の区分所有者または第三者が、共用部分や敷地を排他的に使用できる権利である。対象部分を「専用使用部分」ともいう。専有部分と混同されがちであるが、共用部分、敷地が対象である。
標準管理規約（複合用途型）では、バルコニー、玄関扉、窓枠・窓ガラス、1階に面する庭、屋上テラス、シャッター、店舗前面敷地が、記載されている。
標準管理規約は、専用使用部分の管理は、専用使用権を有する者の責任と負担で行うものとしている。
専用使用部分の使用に当たっては、駐車場などでは使用料を徴収する場合があり、その場合の収入は、当該施設の管理費にあてる他、修繕積立金として積み立てられるものである。

### 日常の管理
日本の民法は、共用部分の保存行為は、管理組合とは別に、共有者である各区分所有者が単独で行えるとし（民法第252条）、各区分所有者と管理組合の権限が併存している。
保存行為以外のものを含めると、国土交通省作成のマンション標準管理委託契約書（以下「標準管理委託契約書」という）は、管理業者へ委託対象となる業務を次のとおり類型化している。
事務管理業務、管理員業務、清掃業務、建物・設備管理業務
日本においては、共同住宅は、建築基準法第12条による設備類の法定点検の対象となる。この法定点検は最低限のものと考えられ、自主検点もある。さらに不具合等が発見された場合は、修繕工事が必要となる。

なお、専有部分の管理は、基本的に各区分所有者が行う。
管理費の財源は、管理費として区分所有者から定期的に徴収される。管理組合が主体となるが（区分所有法第18条）、マンションの管理組合には、建物管理に精通した者がいない場合も多く、組合員は、職業を持っている、賃貸して自らは不在である、などの状況が多く見られる。管理組合の自主管理は容易でないことから管理業務の全部又は一部を管理業者に委託することが多く、日本でいうマンションが多い国等では、マンション管理業に関する法令の整備が進められている。なお、日本においては、上記、事務管理業務の一部である「基幹事務」 を含まないものは、マンション管理業の対象とならない。

### 主な部分

#### 建物躯体
マンション管理センターは、「管理組合の対応としては、日常的にあるいは半年に1回程度の割合で、ひび割れや、汚れ、脱落の発生などを早めにみつけて対処しておくよう」とにすることを求めている。日本のマンションの場合、鉄筋コンクリート構造が多く、一般人には難しいひび割れ（クラック）の見極めが避けられない。

#### 廊下、階段、エレベーター
日本においては、建築基準法で、廊下、階段、エレベーターの規格が規定されている。また、マンション等集合住宅の共用の廊下又は階段の用に供する部分の床面積は、建築基準法の容積率算出上の延床面積には算入されない（エレベーターホールは不算入でエレベータースペースは算入される。建築基準法第52条第6項）。また、集合住宅のバルコニーや吹きさらしの廊下は、一定の範囲で同法の延床面積に算入されない。
清掃業務は、上記のとおり、管理業務の一部として位置付けられるが、この部分の清掃の良否は目につきやすく、業務の印象に影響しやすい。

#### 配線、配管関係
特に給排水配管の清掃、更新は、管理、修繕において重要である。2002年頃の日本で、建物の長寿命化の観点から、スケルトン・インフィル住宅が提唱されたが、スケルトン（躯体）から分離する「インフィル」に配線、配管関係があり、特に寿命の長くない配管の更新の円滑化が重視された。

#### 附属の建物
車庫、倉庫等で区分所有建物とは別棟の建物で、管理規約により共用部分とされたものが該当する。日本の場合は、建物は土地と別個の不動産とされるため、敷地とは別に扱われる。

### 大規模修繕

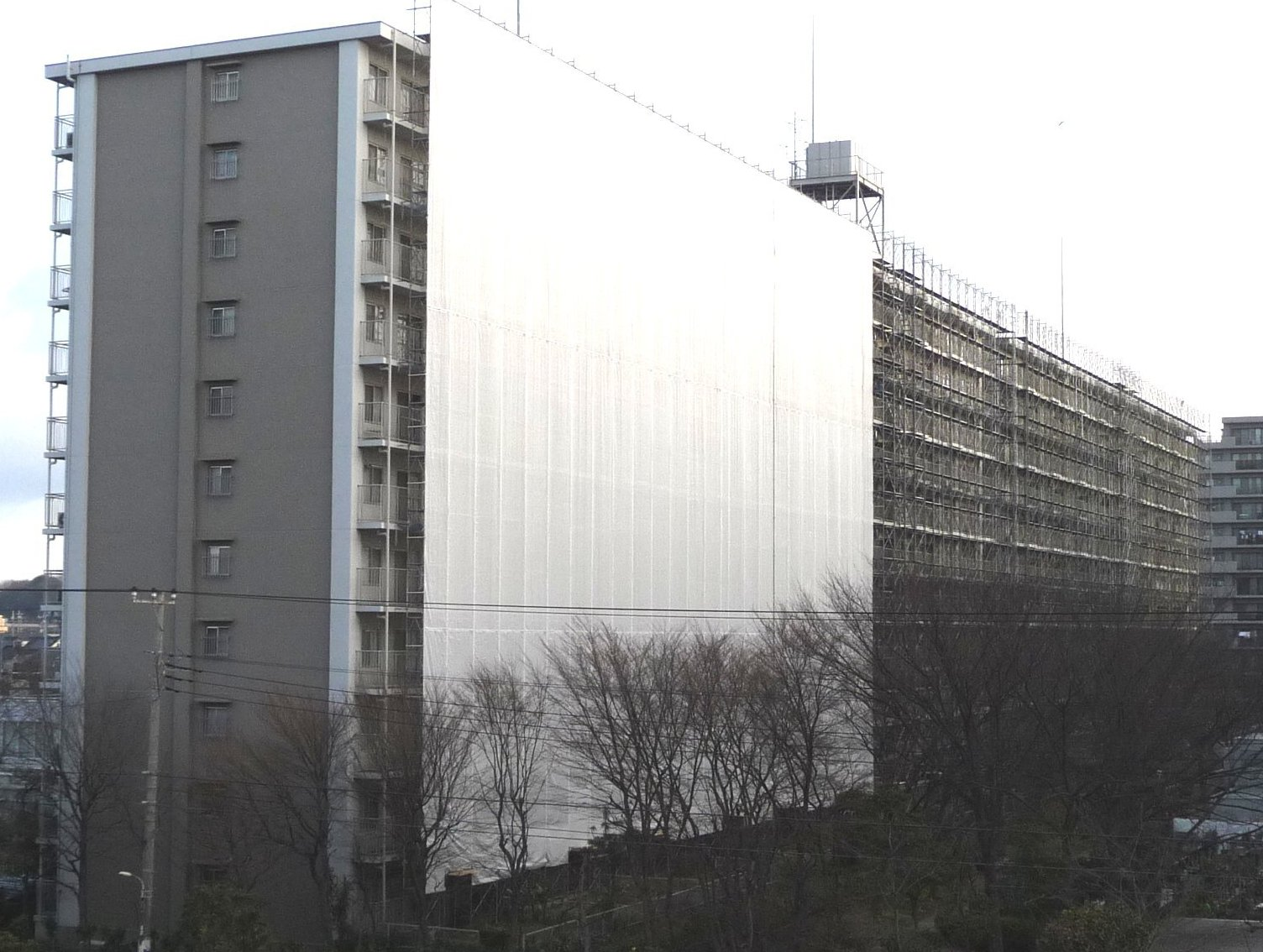
マンションの大規模修繕工事中の外観。金属製パイプ・板の足場と防護ネット、養生シート等で囲まれ、使用に影響する。

建物は年月の経過とともに劣化するもので、日常的な修繕とは異なる大規模な修繕が行われることがあるが、特にマンションでは、一定の年月の経過ごとの実施とそれに向けた資金の積み立てが求められ、国等によっては、積み立ての基準が詳細に定められている所もある。
大規模修繕は、配管工事等のために専有部分に立ち入ることがあるなど、建物の利用者にも少なからず影響が出るため、事前の説明会が工事中のトラブル防止の観点からも重要である。
マンション管理センターは、「足場などは、どのようなもの」「防護ネット等安全対策は」「工事用の電力や用水は」「資材の保管場所や廃棄物の処理方法は」などは、工事費や居住者の生活にも影響することが考えられるため、見積もりの段階から注意が必要であるとしている。マンション、ビルの管理会社も工事期間の他に、説明会等の手順が必要であるとしている
。
工事の内容には、躯体部の保全、給排水設備等の更新等がある。

### 共用部分の変更、処分
形状や性質を変更する行為について、区分所有法は、著しい変更を伴う場合は、区分所有者及び議決権の各4分の3以上の賛成による組合の特別決議により行う対象としている。規約で区分所有者の定数を過半数まで減ずることができる（区分所有法第17条）。
著しい変更を伴わない場合は、区分所有者及び議決権の過半数の賛成により行うことができ、また規約で別段の定めをすることもできる。
共用部分の処分は、日本では共有者全員の同意による（民法第251条）。

## 賃貸建物の場合
共用部分の状態、使い勝手は、借り手にとって重要なチェックポイントの一つであり、ビル所有者にとって共用部分等の管理費は資産価値を左右するものである。

### 日常の管理、大規模修繕
賃貸建物の管理は、共用部分に限らず建物所有者には責任がある。共用部分の管理の財源には、下記共益費がある。
建物所有者（貸主）側としては、建物維持管理はもとより、管理賃貸人、入居者（利用者）間のトラブル防止の観点からも、共用部分の利用規則の設定が求められる
大規模修繕の実施が、入居者、テナントへの利用への影響が大きいことは、区分所有建物と共通し、説明会等の手順の必要性を指摘されている。
賃貸集合住宅においては、都市再生機構が、「住宅の耐用の延伸を図るため必要な修繕について、修繕周期などの基準を定めて計画的に修繕を行って」いるとしている。

#### 主な設備
空調設備は、中央制御と個別に大別される。特にオフィスビルの場合は両者が混在する状況下で、借り手にとっては、このいずれであるか、さらに利用時間等の制限の有無は重要とされる。
建物の劣化については、経年や破損等の物理的なものの他に、設備の旧式化等の機能的・経済的減価があることは区分所有建物と共通する。特にオフィスビルは、オフィス・オートメーションの進展への対応の遅れは、賃料収入などビルの収益性への影響が大きい。

### 共益費
ここでいう共益費とは、賃貸住宅、オフィスビル等の維持管理・運営において経常的に要する費用のうち、共用部分に係るものをいう。賃貸物件の場合、共益費と賃料は別個の存在であるが、実質的に賃料に相当する部分が含まれることが多いという。